# Le Grand Blanc de Lambaréné
Pour plus de détails, voir Fiche technique et Distribution.
Le Grand Blanc de Lambaréné est un film réalisé par Bassek Ba Kobhio, sorti en 1995.

## Synopsis
C'est l'histoire d'un médécin Dr Albert Schweitzer et d'un jeune villageois appelé Koumba. Il faut préciser que nous sommes là dans un village Gabonais "Lambaréné" à l'époque coloniale, Dr Schweitzer est le médecin du village de Koumba. Le jeune Koumba a beaucoup d'admiration pour le docteur et rêve même de devenir médecin lorsqu'il sera plus grand,

## Fiche technique
- Titre : Le Grand Blanc de Lambaréné
- Réalisation : Bassek Ba Kobhio
- Scénario : Bassek Ba Kobhio et Serge Lascar
- Montage : Michel Klochendler
- Musique : Patrick Abrial
- Pays d'origine :  France -  Cameroun -  Gabon
- Genre : drame
- Date de sortie : 1995

## Distribution
- André Wilms : Albert Schweitzer
- Marisa Berenson : Helene Schweitzer
- Alex Descas : Koumba
- Élizabeth Bourgine : Ingrid
- Philippe Maury : Le sorcier
- Anne-Marie Pisani : Berta
- Marcel Mvondo : Lambi
- Magaly Berdy : Bissa
- Michel Peyrelon : Lacaze
- Dany Boon